# Gerponville
Gerponville là một xã thuộc tỉnh Seine-Maritime trong vùng Normandie miền bắc nước Pháp.

## Huy hiệu
| Arms of Gerponville | The arms of Gerponville are blazoned: Or, a bend gules fretty argent, between a lion and a cock contourny, and on a chief azure, a cross potent Or between 2 banknotes argent. |

## Dân số
| Năm | 1962 | 1968 | 1975 | 1982 | 1990 | 1999 | 2006 |
| --- | ---- | ---- | ---- | ---- | ---- | ---- | ---- |
| Dân số | 325  | 337  | 334  | 308  | 330  | 300  | 329  |
| From the year 1962 on: No double counting—residents of multiple communes (e.g. students and military personnel) are counted only once. |      |      |      |      |      |      |      |